# Liaskogen
Liaskogen är ett naturreservat i Lindesbergs kommun i Örebro län.
Området är naturskyddat sedan 1998 och är 83 hektar stort. Reservatet ligger vid nordvästra stranden av sjön Väringen och består av en del gran men mest lövträd och sumpskog på marker som uppstod efter sjösänkning av Väringen i slutet av 1800-talet.